# Johannes II. von Blankenfelde

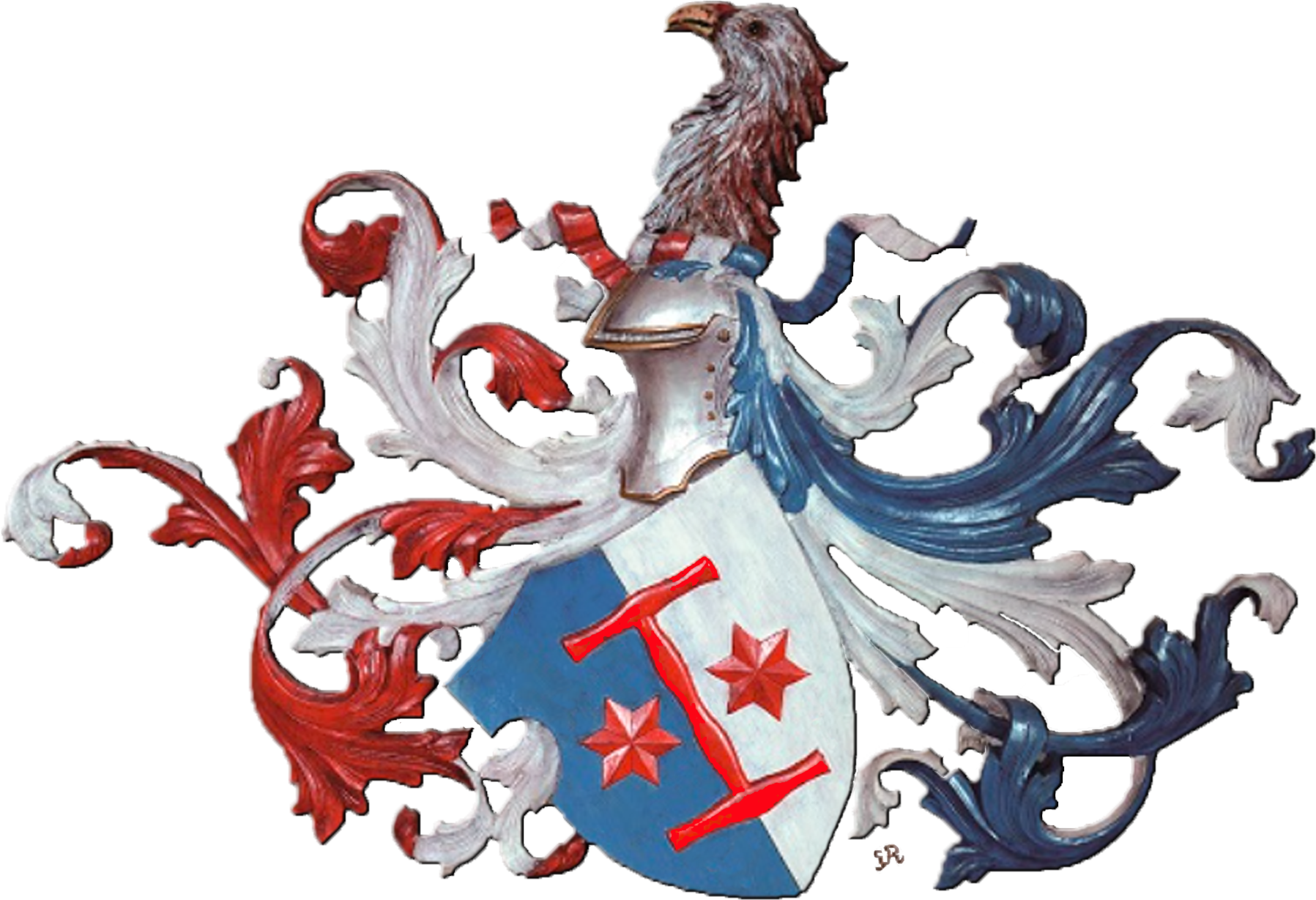
Wappenschild des Adelsgeschlechts von Blankenfelde

Johannes II. von Blankenfelde (* um 1404), genannt Hans, war Berliner Bürgermeister.
Er stammt aus der Berliner Patrizierfamilie Blankenfelde, die insgesamt sieben Berliner Bürgermeister stellte. Auch sein Vater Paul von Blankenfelde und sein älterer Bruder Wilhelm von Blankenfelde waren Berliner Bürgermeister. Er selbst hatte das oberste Staatsamt in den Jahren 1462 bis 1473 im obligatorischen jährlichen Wechsel inne. 1474 wurde er von Kaiser Friedrich III. in den Reichsadelsstand erhoben.
Blankenfelde war zusammen mit seinem älteren Bruder Wilhelm in den Jahren 1447/48 an den gegen den Kurfürsten Friedrich II. Eisenzahn gerichteten Unruhen beteiligt (siehe hier). Bereits kurz nach dem Urteil wurden beide begnadigt und erhielten später auch ihren Besitz zurück.